# Resistenza negativa
Solitamente il valore di resistenza elettrica (R) di un conduttore esprime esclusivamente valori positivi: 0<R<infinito. Se si considera il caso di conduttori che in prossimità dello zero assoluto (uno stato fisico, quest'ultimo, non raggiungibile), tendono ad annullare la loro resistenza chimica, si entra nella casistica dei superconduttori.
Con artifici di tipo elettronico è possibile ottenere una forma di resistenza negativa, o meglio, resistenza differenziale negativa, in cui l'intensità della corrente risulta, sotto determinate condizioni, inversamente proporzionale rispetto alla tensione applicata. Vale a dire che, nel tratto a pendenza negativa della funzione tensione-corrente, a una diminuzione della tensione applicata si ha un aumento nella corrente circolante (e viceversa).
Un componente interessante sotto questo aspetto è il diodo tunnel. Tale diodo, dato il processo di fabbricazione ad altissimo drogaggio, presenta, nel suo verso di conduzione diretta, un piccolo tratto della curva caratteristica tensione-corrente a pendenza negativa e pertanto, in tale piccolo tratto, la prima legge di Ohm risulta sovvertita.
Tale fenomeno è sfruttabile per progettare un oscillatore con circuito risonante LC o anche un oscillatore a rilassamento (multivibratore).